# Hans Sitt
Jan Hanuš Sitt, connu sous le nom de Hans Sitt, (21 septembre 1850, Prague – 10 mars 1922, Leipzig), est un violoniste bohémien, professeur et compositeur. Il a été considéré comme l'un des meilleurs pédagogues de son temps. La plupart des conservatoires d'Europe et d'Amérique du Nord utilise ses compositions pédagogiques pour de nombreux musiciens débutants.